# 587 a. C.
El año 587 a.C. fue un año del calendario romano pre-juliano. En el Imperio Romano, fue conocido como el año 167 Ab Urbe condita.

## Acontecimientos
Año en que Nabucodonosor II conquista la ciudad de Jerusalén en su 19 año de reinado. Destruyó la ciudad, terminando así el reino de Judá.
- Datos: Q244902